# 6ix9ine
Daniel Hernandez (født 8. maj 1996), kendt professionelt som 6ix9ine (udtalt "six nine"), er en amerikansk rapper, sangskriver og dømt kriminel. Hans musik er præget af en aggressiv rappingstil, mens hans kontroversielle offentlige persona er kendetegnet ved hans markante regnbuefarvede hår, omfattende tatoveringer, offentlige fejder med andre berømtheder og juridiske problemer.

## Diskografi
- Dummy Boy (2018)
- TattleTales (2020)
- Leyenda Viva (2023)
- Blackballed (2024)